# 자파룰라 칸 자말리

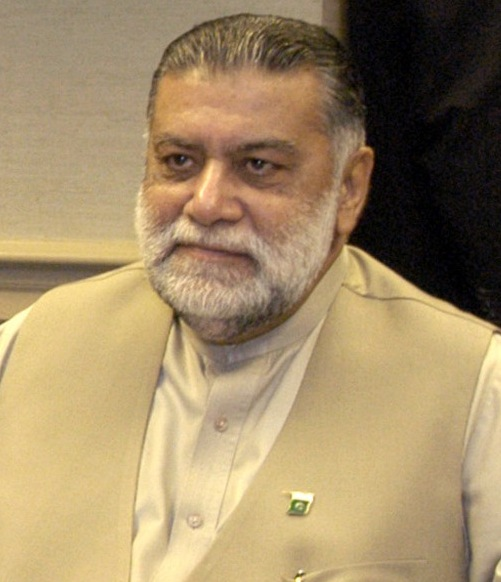
자파룰라 칸 자말리

자파룰라 칸 자말리(우르두어: میر ظفراللہ خان جمالی, 영어: Zafarullah Khan Jamali, 1944년 1월 1일 ~ 2020년 12월 2일)는 파키스탄의 총리이자 파키스탄 하키 연맹의 전 의장이었다. 자말리는 2002년 10월 총선거 후 11월 21일에 파키스탄 의회에 의해 총리로 선출되었다. 총리로서 페르베즈 무샤라프 대통령 곁에서 정부의 정치와 경제 정책을 협조했으며 민주주의를 회복하는 작업을 하기로 약속했었다.
그러나, 2004년 6월 26일 총리직을 사임했다. 사임 이유는 명확하진 않지만, 무샤라프 대통령에 대한 국회의 반대를 미숙하게 처리하여, 대통령과 관계가 불편해져서 경질된 것으로 보고 있다.